# Ries (Familienname)
Ries ist ein deutscher Familienname.

## Namensträger
- Adam Ries (Adam Riese; 1492–1559), deutscher Rechenmeister
- Adolf Ries (1837–1899), deutscher Pianist
- Adrien Ries (1933–1991), luxemburgischer Jurist, Ökonom und Autor
- Alessa Ries (* 1981), deutsche Schwimmerin
- Alfred Ries (1897–1967), deutscher Diplomat und Sportfunktionär
- Antoinette Ries (1875–nach 1913), deutsche Sängerin (Sopran)
- Barry Ries (* 1952), US-amerikanischer Trompeter und Flügelhornist
- Christian Ries (* 1972), österreichischer Politiker (FPÖ), Abgeordneter zum Nationalrat
- Clemens Ries (1932–2022), deutscher Ökonom und Hochschullehrer
- Elena Ries (* 1983), deutsche Fußballspielerin
- Eric Ries (* 1978), US-amerikanischer Unternehmer und Autor
- Erwin Ries (1907–1942), deutscher Politiker (KPD) und Widerstandskämpfer
- Ferdinand Ries (1784–1838), deutscher Pianist und Komponist
- Franz Ries (Komponist) (1846–1932), deutscher Violinist, Komponist, Musikalienhändler und Musikverleger
- Franz Anton Ries (1755–1846), deutscher Violinist und Orchesterleiter
- Franz Ulrich Ries (1695–1755), deutscher Theologe und Geistlicher
- Frédérique Ries (* 1959), belgische Politikerin (MR)
- Fritz Ries (1907–1977), deutscher Industrieller und Diplomat
- Georg Ries (1872–1947), deutscher Lehrer, Autor und Politiker
- Georg Wilhelm Otto von Ries (1763–1846), deutscher Offizier und Schriftsteller
- Gerhard Ries (* 1943), deutscher Rechtshistoriker
- Günther Ries (1900–1981), deutscher Jurist, Richter und Heimatforscher
- Hans de Ries (1553–1638), niederländischer Mennonit
- Hans Christian Ries (* 1969), deutscher Kunsthistoriker
- Hans-Jürgen Ries (* 1943), deutscher Tischtennisspieler
- Heinrich Ries (1871–1951), US-amerikanischer Geologe
- Helmut Ries (1920–2009), deutscher Mediziner
- Henry Ries (1917–2004), deutsch-US-amerikanischer Fotograf
- Hubert Ries (1802–1886), deutscher Violinist und Komponist
- Hugo Ries (1895/1896–1932), deutscher Fußballspieler
- Irving G. Ries (1890–1963), US-amerikanischer Spezialeffektkünstler und Kameramann
- Isolde Ries (* 1956), deutsche Politikerin
- Jane Silverstein Ries (1909–2005), US-amerikanische Landschaftsarchitektin
- Johann Ries (Komponist) (1723–1784), deutscher Musiker, Sänger (Tenor) und Komponist
- Johann Adam Ries (1813–1889), deutscher Medailleur, Münzgraveur und Stempelschneider
- Johann Tobias Ries (1652–1715), deutscher Jurist, Verwaltungsbeamter und Diplomat
- Johannes Ries (1887–1945), deutscher Geistlicher und Widerstandskämpfer
- Jophi Ries (* 1959), deutscher Schauspieler und Regisseur
- Josef Ries (1900–1933), deutscher Buchhändler, Redakteur und Widerstandskämpfer
- Julien Ries (1920–2013), belgischer Kardinal
- Julius Ries (1911–1986), deutscher Radiologe und Hochschullehrer
- Karl Ries (1868–1941), deutscher Dermatologe
- Klaus Ries (* 1957), deutscher Historiker und Hochschullehrer
- Leo Ries (1901–1988), deutscher Lehrer, Redakteur und Widerstandskämpfer
- Louis Ries (1830–1913), deutscher Violinist
- Ludwig-Wilhelm Ries (1891–1974), deutscher Agrarwissenschaftler
- Luise Herrmann-Ries (1904–1971), deutsche Politikerin
- Markus Ries (* 1959), Schweizer Kirchenhistoriker
- Markus Ries (Mediziner) (* 1971), deutscher Kinderarzt, Wissenschaftler, Hochschullehrer und Sanitätsoffizier
- Michel Ries (Hörfunkmoderator) (* 1959), deutscher Hörfunkmoderator (SWR)
- Michel Ries (* 1998), luxemburgischer Radrennfahrer
- Peter Ries (Theaterregisseur) (1942–2019), deutscher Theaterregisseur
- Peter Ries (Musikproduzent), deutscher Komponist und Musikproduzent
- Peter Ries (Richter) (* 1961), deutscher Richter und Hochschullehrer
- Philipp Ries (* 1989), deutscher Radrennfahrer
- Reinhard Ries (* 1956),  deutscher Architekt und Feuerwehrker
- Robert Ries (1889–1942), deutscher Musikverleger
- Roland Ries (Priester) (1930–2016), deutscher Priester
- Roland Ries (Politiker) (* 1945), französischer Politiker (PS), Bürgermeister von Straßburg
- Rotraud Ries (* 1956), deutsche Historikerin
- Tanja Ries (* 1968), deutsche Sängerin und Moderatorin
- Taryn Ries (* 1999), US-amerikanische Fußballspielerin
- Teresa Feodorowna Ries (1866–1956), österreichische Malerin und Bildhauerin
- Tim Ries (* 1959), US-amerikanischer Saxophonist und Hochschullehrer
- Werner Ries (1921–2007), deutscher Mediziner
- Wiebrecht Ries (* 1940), deutscher Philosoph
- Wilhelm Ries (≈1814–nach 1839), deutscher Maler
- Wolfgang Ries (* 1968), österreichischer Astronom und Astrofotograf